# Борис (річка)
Бори́с — річка в Полтавській області України; лівий рукав річки Сули (басейн Дніпра).
Річка тече поблизу села Горошиного Семенівського району.